# Los inútiles
Los inútiles (título original, I vitelloni) es una película de comedia dramática de 1953 dirigida por Federico Fellini. Fue escrita por el propio Fellini en colaboración de Tullio Pinelli y Ennio Flaiano. Está protagonizada por Franco Fabrizi, Alberto Sordi, Franco Interlenghi, Leopoldo Trieste y Ricardo Fellini (hermano del director). La película trata sobre un grupo de jóvenes vitelloni ("holgazanes") en un momento crucial para sus vidas en Rímini, ciudad italiana de provincias. La película se considera como uno de los ejes de la carrera de Fellini, contando con varios tintes autobiográficos que reflejan los cambios sociales de la Italia de los años cincuenta. 
Fue galardonada con el León de Plata a la mejor dirección en el Festival Internacional de Cine de Venecia de 1953 y nominada al mejor guion original en la 30.ª edición de los Premios Óscar. La película lanzó al estrellato a Alberto Sordi, que acabaría convirtiéndose en uno de los actores cómicos del cine italiano. Así mismo, también supuso el primer gran éxito de Federico Fellini. En 2008, la película fue incluida en la lista de 100 film italiani da salvare del Festival de Venecia y el Ministerio de Cultura de Italia, una lista creada con el objetivo de reunir "las cien películas que han cambiado la memoria colectiva del país entre 1942 y 1978". 

## Argumento

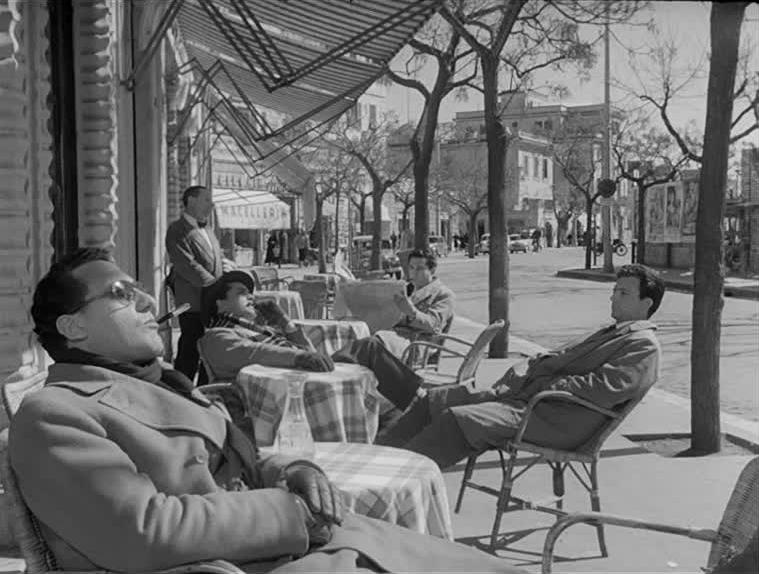
Fotograma de la película.

Fin de verano en la ciudad balnearia de Rímini, en la costa del Adriático: un aguacero interrumpe la elección de «Miss Sirena 1953», y la hermosa joven Sandra se desmaya. Así se revela su embarazo a su familia y a su novio, Fausto. El joven Moraldo (hermano de Sandra y amigo de Fausto) y el propio padre de Fausto aconsejan fuertemente a este que se case en breve plazo con Sandra. 
Tras la boda y el regreso de viaje de luna de miel de la joven pareja, en la estación balnearia fría y desierta y en sus playas venteadas y desoladas, se revelan los caracteres de Fausto y de su pandilla. Excepto Moraldo, son «becerrones» de cerca de 25 años, inmaduros, que se tumban a la bartola en la vida, vagando en un estado de tedio, parasitando a sus familias, esquivando el trabajo y evitando contraer responsabilidades. La palabra «vitellone» («becerrón») se empleaba en Pescara, de donde es natural el guionista Ennio Flaiano, para referirse a un joven zángano. 
Pero cada «vitellone» tiene sus propias carencias: 
- Fausto es un mujeriego incorregible: aun joven casado y con niño, sigue corriendo las faldas, a veces ante los ojos de su joven esposa. Cuando su padre le facilita conseguir un trabajo en la tienda de un amigo suyo (que vende artículos de piedad), ese tenorio de playa se atreve a perseguir a la dueña de cerca y el marido le despide con cajas destempladas.
- Alberto es un tímido en la calle, pero a casa señorea a su madre viuda y vigila celosamente a su hermana. Durante la fiesta de Carnaval, pierde todo comedimiento, se emborracha y, debajo de una máscara, baila sin freno.
- Ricardo es un tonto, buen cantante, siempre listo para seguir a los otros de jarana.
- Leopoldo es un escritor de poco fuste. Cuando un actor madurísimo viene a actuar en el teatro de la ciudad, trata de mostrarle una de sus obras de teatro. Pero el joven se da a la fuga cuando se percata de que el viejo libidinoso[3] se interesa más por él que por su obra...

Un día Fausto, una vez más, vuelve a casa por la madrugada y se percata de que Sandra ha desaparecido con el bebé. Asustado, los busca por todas partes con sus amigos, hasta descubrirla en casa de su propio padre. El padre de Fausto, harto de las inconsecuencias de su hijo, lo muele a puñetazos y golpes de cinturón.
Pero Moraldo, cansado de debilitarse en ese marco estéril con esos amigos sin porvenir, sube de repente en el tren para Roma: va a buscar trabajo y una vida más amplia. Y el tren se lanza, mientras que los vitelloni, envarados en su mediocridad, se quedan en sus camas.

## Reparto
- Franco Interlenghi: Moraldo

- Alberto Sordi: Alberto
- Franco Fabrizi: Fausto
- Leopoldo Trieste: Leopoldo
- Riccardo Fellini (hermano de Federico): Riccardo
- Leonora Ruffo: Sandra
- Jean Brochard: el padre de Fausto
- Claude Farell: la hermana de Alberto
- Carlo Romano: Michele, el anticuario
- Lída Baarová: Giulia, la mujer de Michele
- Enrico Viarisio: el padre de Moraldo y Sandra
- Paola Borboni: la madre de Moraldo y Sandra
- Arlette Sauvage: la desconocida del cine
- Vira Silenti: la chinita
- Maja Nipora: la soubrette
- Achille Majeroni: el cómico jefe
- Silvio Bagolini: Giudizio
- Giovanna Galli: una bailarina
- Lilia Landi: ella misma

### Actores de doblaje
- Nino Manfredi: Fausto
- Adolfo Geri: Leopoldo
- Rina Morelli: Sandra
- Riccardo Cucciolla: el narrador

## Producción

### Guion
En 1952, después de realizar con Pinelli un primer borrador del guion de La Strada, el director presentó al productor Luigi Rovere el guion definiéndolo como un "cuento de hadas moderno". Rovere tenía sólidas razones para rechazarla: aparte de que el guion de La Strada era de un género irreconocible, la última película de Fellini, El jeque blanco, había sido un fracaso comercial y de crítica. En una muestra de solidaridad, Rovere prestó el guion a un profesor veneciano de caligrafía convertido en productor de cine, Lorenzo Pegoraro, que había admirado El jeque blanco. Convencido de que La Strada nunca atraería audiencia, Pegoraro pidió que Fellini desarrollara una comedia en su lugar. Los biógrafos difieren en cuanto a quién concibió I Vitelloni. Para Tullio Kezich fue Fellini quien tuvo la idea "después de una tarde de consulta" con Ennio Flaiano. Para Hollis Alpert, fue Pinelli quien, en una lluvia de ideas con Fellini y Flaiano, propuso "una idea que les gustaba a los otros dos: los placeres y frustraciones de crecer en una ciudad de provincias". Bajo la supervisión de Fellini, los tres juntos escribieron rápidamente el guion, reuniendo sus recuerdos de adolescentes mientras inventaban otros nuevos.

### Desarrollo

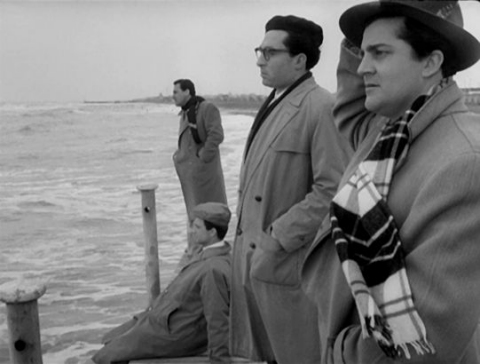
Fotograma de la película.

Los distribuidores interesados en el guion exigieron un cambio de título, que pensaron que era incomprensible para el público general. I vitelloni era un lastre para una empresa ya de por sí arriesgada. Fellini se negó rotundamente a cambiarlo, habiendo elegido el título de la película después de «ser llamado vitellone por una anciana que expresaba su desaprobación por una de sus bromas».  Para él, los vitelloni eran «los desempleados de la clase media, los animales domésticos de la madre. Brillan durante las vacaciones y la espera les ocupa el resto del año». Según el biógrafo Alpert, el término es de origen romañol, significa literalmente "ternera" y era usado para referirse a jóvenes inexpertos sin "oficio ni beneficio". Hoy en día, el término se podría traducir más o menos como nini. 
El origen real del término se ha definido como un cruce entre las palabras italianas para ternera (vitello) y ternera (bovino), que implican "una persona inmadura y perezosa sin una identidad clara ni ninguna noción de qué hacer con su vida". En una carta de 1971, el coguionista Ennio Flaiano ofreció un significado más completo de la palabra: «El término vitellone se usaba en mi época para definir a un joven de una familia modesta, tal vez un estudiante, pero que ya había se iba más allá del horario programado para sus estudios, o uno que no hacía nada en todo el tiempo... Creo que el término es una corrupción de la palabra vudellone, intestino grueso, o persona que come mucho. Era una manera de describir el hijo de la familia que sólo comía pero nunca 'producía', como un intestino esperando a ser llenado». 

### Elección del reparto

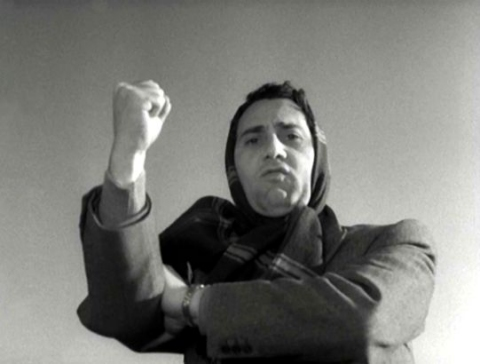
Alberto Sordi en un fotograma de la película. Su papel en I vitelloni lo lanzaría al estrellato en el cine italiano.

Fellini volvió a elegir a Alberto Sordi para un papel importante, a pesar de su mala reputación en taquilla y en contra de la voluntad expresa de Pegoraro. Sin embargo, con la intención de desempeñar el papel principal, Sordi no aceptó la oferta de Fellini hasta más adelante en la producción.  Los escépticos distribuidores de Pegoraro, lejos de cerrar el trato, exigieron una cláusula en el contrato que prohibiera el nombre de Sordi en los carteles teatrales. Para empeorar las cosas, Fellini también eligió a Leopoldo Trieste (el protagonista del fracaso en taquilla El jeque blanco) como el dramaturgo en ciernes, y a su hermano Riccardo, un total desconocido, para interpretar su propio papel. Otras incógnitas incluían a Franco Interlenghi y Leonora Ruffo, que acababan de terminar La reina de Saba. La elección de actriz checa Lída Baarová también estuvo sacudida de polémica debido a su historia de amor con el dirigente nazi Joseph Goebbels. Fellini remató el reparto eligiendo a Franco Fabrizi como Fausto, un actor que había comenzado su carrera cinematográfica en 1950 con Crónica de un amor de Michelangelo Antonioni pero que recientemente había fracasado en Cristo pasó por el granero.  Presionado por sus patrocinadores financieros: un grupo empresarial florentino y Cité Film, con sede en París, Pegoraro finalmente se resistió a la falta de una estrella. "[Alberto] Sordi hace huir a la gente", se quejó a Fellini. "Leopoldo Trieste no es nadie. Encuéntrame alguien: trae un nombre". 
Para aplacarlo, Fellini se puso en contacto con el director Vittorio De Sica, con la esperanza de convencerlo de que interpretara el papel de Sergio Natali, el viejo actor aficionado. Cuando Fellini esbozó los matices homosexuales del papel, De Sica aceptó siempre que estuviera escrito con "mucha humanidad". Finalmente, rechazó la oferta, "preocupado por ser marcado como realmente gay". Fellini decidió entonces que De Sica habría sido "demasiado agradable, demasiado fascinante, demasiado molesto"  y eligió a Achille Majeroni, un respetado actor de teatro, para el papel.

### Rodaje y edición

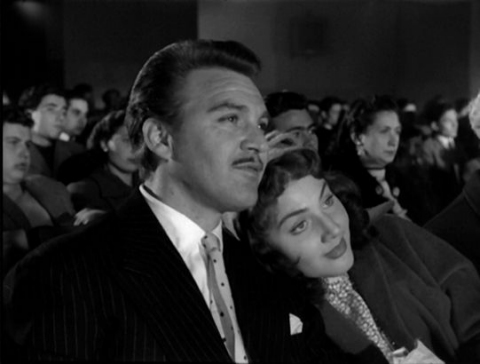
Franco Fabrizi y Leonora Ruffo en un fotograma de la película.

Descrita como una "producción itinerante", el rodaje se adaptó para adaptarse al calendario de programas de variedades de Sordi, lo que requirió que Fellini y su compañía lo siguieran de ciudad en ciudad por toda Italia. De gira en el Big Ruckus, Sordi ensayó su papel y estuvo listo para filmar durante sus horas libres. En consecuencia, cuando el actor realizó una gira por Florencia, el rodaje comenzó como una fiesta que duró toda la noche en el Teatro Goldoni de la ciudad a principios de diciembre de 1952. Supervisado por el director de producción Luigi Giacosi, a quien Fellini había conocido por primera vez mientras estaba en Trípoli durante la guerra, y fotografiados por el veterano director de fotografía Otello Martelli , los juncos sirvieron de base para el baile de máscaras, una secuencia importante. Con una pausa en la producción por Navidades, el rodaje se reanudó el 15 de enero de 1953.  Limitados por el presupuesto reducido, muchas escenas se rodaron en una decoración natural. En Ostia, un muelle sirvió de escenario invernal para que Fausto y su pandilla deambularan con indiferencia mirando el mar. En Fiumicino, la terraza del Hotel Kursaal fue el escenario del certamen de belleza que abre la película. Acostumbrado a películas producidas con promesas, Giacosi mantuvo la moral asegurándose de que el elenco y el equipo cenaran en los mejores restaurantes de las ciudades que visitaban. 
Trabajando con varios directores de fotografía durante un período de seis meses, Fellini desarrolló un estilo de cámara predominante basado en tomas de seguimiento lento que "coinciden con las vidas apáticas y sin propósito" de sus personajes.  La cámara a menudo se desplaza hacia eventos dramáticos subrayados, sobre todo cuando Sandra cae enferma en el concurso de belleza, después del nacimiento de su hijo, y cuando Francesco golpea a su hijo rebelde.
Con el editor Rolando Benedetti, Fellini estableció un ritmo en el que las secuencias cortas estaban separadas por cortes abruptos mientras que las secuencias más largas utilizaban disoluciones. Los numerosos episodios, breves y dispares, "gobernados por su propia lógica interna", se mantuvieron unidos mediante un patrón de edición particular. Se utilizó una imagen congelada para inmovilizar al joven Guido, amigo de Moraldo, al final de la película cuando se mantiene en equilibrio sobre una vía. Es la propia voz de Fellini la que dice en la última escena: Adiós, Guido... La película es también un análisis sociológico: Fellini describe, con agudeza pero sin hacerse un moralista, la carencia de educación y la pérdida de puntos de referencia debidas a la guerra, que conducen a la desocialización (aquí un entontecimiento) de algunos jóvenes. Sin embargo, cuando los vitelloni se quedaban en sus camas, para otros jóvenes italianos ese periodo fue el de una gran oportunidad: el «boom económico italiano». El análisis sociológico de Fellini destaca también el papel importante de la mujer, paciente y estable, frente al macho mediterráneo.

## Recepción

### Italia y Francia
Proyectada en competición en el 14.º Festival Internacional de Cine de Venecia el 26 de agosto de 1953, la película recibió el León de Plata de manos del poeta italiano Eugenio Montale, que presidía el jurado,  junto con la ovación del público y los elogios de la mayoría de la crítica.  "Desmentiendo todas las dudas sobre su atractivo",  la película se estrenó el 17 de septiembre de 1953, con éxito comercial y de crítica.
En su reseña de La Stampa  Mario Gromo sostuvo que se trataba de una "película de cierta importancia por sus muchos momentos inteligentes, su sonoro retrato de la vida provinciana, y porque es la segunda película de un joven director que evidentemente tiene un talento considerable... " La industria cinematográfica italiana tiene ahora un nuevo director que antepone sus ideas personales a las tradiciones habituales del sector. El de Fellini es un enfoque nuevo".  "Es la atmósfera lo que más cuenta en esta película inusual", escribió Francesco Càllari de la Gazzetta del Lunedì , "una atmósfera intensamente humana y poética, completamente alejada del provincianismo del escenario... Fellini tiene algo que decir y lo dice con un agudo sentido de observación... He aquí alguien aparte de los demás jóvenes directores del cine italiano de posguerra. Fellini tiene un toque mágico." Publicado por primera vez el 31 de agosto de 1953 en la Gazzeta del Lunedi (Génova). Después de elogiar el triunfo de Fellini en Venecia, Ermanno Contini de Il Secolo XIX destacó los puntos débiles de la película: "I Vitelloni no tiene una estructura particularmente sólida, la historia es discontinua, busca la unidad a través de la compleja simbiosis de episodios y detalles... La narrativa, construida gira en torno a emociones fuertes y situaciones poderosas, carece de una unidad orgánica sólida y, en ocasiones, esto socava la fuerza creativa de la historia, lo que resulta en un desequilibrio de tono y ritmo y una cierta sensación de tedio, pero tales deficiencias se compensan ampliamente con la sinceridad y la sinceridad de la película. autenticidad."  Arturo Lanocita del Corriere della Sera escribió: "I Vitelloni ofrece una imagen gráfica y auténtica de ciertas veladas sin rumbo, de las calles pobladas por grupos de jóvenes ociosos... La película es una serie de anotaciones, sugerencias y alusiones sin unidad. ... Con un toque de ironía, Fellini intenta mostrar el contraste entre la forma en que sus personajes se ven a sí mismos y la forma en que realmente son. A pesar de sus debilidades, la película es una de las mejores de los últimos años."  Para Giulio Cesare Castello de Cinema VI , la película demostró "que Fellini es el satírico más talentoso de la industria cinematográfica italiana y un agudo observador y psicólogo del comportamiento humano. Como todo buen moralista, sabe cómo dar sentido a su historia. , para ofrecer algo más que simple entretenimiento". 
La primera película de Fellini con distribución internacional, I Vitelloni obtuvo un éxito de taquilla razonable en Gran Bretaña y América del Norte, mientras que tuvo un éxito "enorme" en Argentina. Estrenada en Francia el 23 de abril de 1954, fue especialmente bien recibida. André Martin de Les Cahiers du Cinéma insistió en que "en virtud de la calidad de la narrativa y del equilibrio y control de la película en su conjunto, I Vitelloni no es comercial ni posee aquellos rasgos que normalmente permiten que una obra de arte consagrarse y definirse. Con un sorprendente y eficaz sentido del cine, Fellini dota a sus personajes de una vida a la vez simple y real".  La crítica de cine Geneviève Agel valoró el simbolismo del maestro: "Fellini filma una plaza desierta de noche. Simboliza la soledad, el vacío que sigue a la alegría comunitaria, el letargo sombrío que sucede a la multitud que se agolpa; siempre hay papeles tirados por ahí como tantos otros". recordatorios de lo que el día y la vida han dejado atrás."  La película ocupó el sexto lugar en la lista anual Top 10 de Cahiers du Cinéma en 1954. 

### Estados Unidos
I Vitelloni se inauguró en los Estados Unidos el 7 de noviembre de 1956 con críticas generalmente positivas. En su reseña en The New York Times, Bosley Crowther informó que Fellini, con "su temperamento volátil y su deseo de hacer una película punzante... ciertamente asesta un vigoroso latigazo a la raza de jóvenes demasiado crecidos y demasiado sexuados que cuelgan rondan por sus salas de billar locales y evitan el trabajo como si fuera una enfermedad repugnante. Los ridiculiza con toda la franqueza de su agudo estilo neorrealista, revelando que su autoadmiración es tristemente inmadura y absurda. Y sin entrar en las razones de la negligencia estado de estos jóvenes, indica que son lamentables y merecen también cierta simpatía".  Para John Simon, la música de Nino Rota fue una "de las características más brillantes de la película... El primero [de sus dos temas principales] es una melodía romántica y vertiginosa que puede expresar nostalgia, amor y el patetismo de la existencia... Más lento, [el segundo tema principal] se vuelve lúgubre; con figuraciones espeluznantes en los instrumentos de viento se vuelve siniestro. Los cambios de mercurio en la música apoyan los estados de ánimo cambiantes de la historia". 
La película se volvió a estrenar internacionalmente en el décimo aniversario de la muerte de Fellini en 2003. Para el San Francisco Chronicle, Mick LaSalle señaló que I Vitelloni era "una película de sensibilidad, observación y humor: una visita obligada para los entusiastas de Fellini y una película que vale la pena". inversión para todos los demás. Aquellos que no se sienten atraídos por el maestro pueden encontrar I Vitelloni como una de sus obras favoritas".  Michael Wilmington del Chicago Tribune escribió: "En Italia, sigue siendo una de las películas más queridas de Fellini. Debería serlo también en Estados Unidos... Si todavía recuerdas esa tremenda escena de borrachera, o la forma en que el niño se balancea sobre las vías del tren al final, debes saber que esta imagen tiene tanta fuerza ahora como lo hizo en 1956 o cuando la viste por primera vez. Sé que me lo pasé muy bien viendo I Vitelloni "Otra vez. Me recordó a la vieja pandilla".  A. O. Scott del New York Times elogió el guion de la película: "Muestra todas las incomparables virtudes de Fellini: su sentido lírico del lugar, su afecto constante incluso por el más desventurado de sus personajes, su habilidad sin esfuerzo para una composición límpida y animada". - y muy pocos de sus supuestos vicios." 
En el sitio web de reseñas Rotten Tomatoes, I Vitelloni tiene un índice de aprobación del 100% basado en 26 reseñas, con una puntuación promedio de 8,70/10. 

### Influencia
I vitelloni es una de las obras de mayor influencia en la carrera de Fellini. La película inspiró a varios directores europeos como Juan Antonio Bardem, Marco Ferreri y Lina Wertmüller, e influyó en Mean Streets (1973) de Martin Scorsese, American Graffiti (1973) de George Lucas y St. Elmo, punto de encuentro (1985), de Schumacher. Otra obra similar a I vitelloni son The Wanderers (1979), de Philip Kaufman. La película Diner (1982) de Barry Levinson presenta un grupo similar de hombres jóvenes, sin embargo Levinson ha dicho que nunca vio I Vitelloni antes de hacer su propia película. 
El director Stanley Kubrick publicó en 1963 un ranking de sus películas favoritas de todos los tiempos, en el que ésta aparece en primer lugar. 

## Premios
- En la edición de 1953 del Festival Internacional de Cine de Venecia, I vitelloni recibió dos premios: León de Plata[4]a la mejor dirección y premio al mejor actor no protagonista para Sordi.

- En 1955, en Francia, I vitelloni triunfó en el certamen Étoile de Cristal:[5] Premio internacional a Federico Fellini - Premio a la mejor actriz extranjera a Eleonora Ruffo - Premio al mejor actor extranjero a Franco Fabrizi.